# New Douglas Park
Il New Douglas Park, chiamato anche SuperSeal Stadium per motivi di sponsorizzazione, è uno Stadio situato a Hamilton, in Scozia. Inaugurato nel 2001, ospita dalla sua apertura le partite casalinghe dell'Hamilton Academical Football Club ed ha una capienza massima di 5.510 posti, tutti a sedere.